# Commaladera bergrothi
Commaladera bergrothi är en skalbaggsart som beskrevs av Brenske 1900. Commaladera bergrothi ingår i släktet Commaladera och familjen Melolonthidae. Inga underarter finns listade i Catalogue of Life.